# Platycodon grandiflorus
Platycodon grandiflorus es una especie de planta  perenne perteneciente a la familia Campanulaceae y único miembro del género Platycodon. Es originaria del nordeste de Asia.
El Platycodon es ampliamente cultivado como planta ornamental. Las yemas se hinchan en forma de globos antes de su apertura, de ahí el nombre inglés de "Balloon Flower".
Es el símbolo de las ciudades japonesas de Ichinomiya y de Isehara.

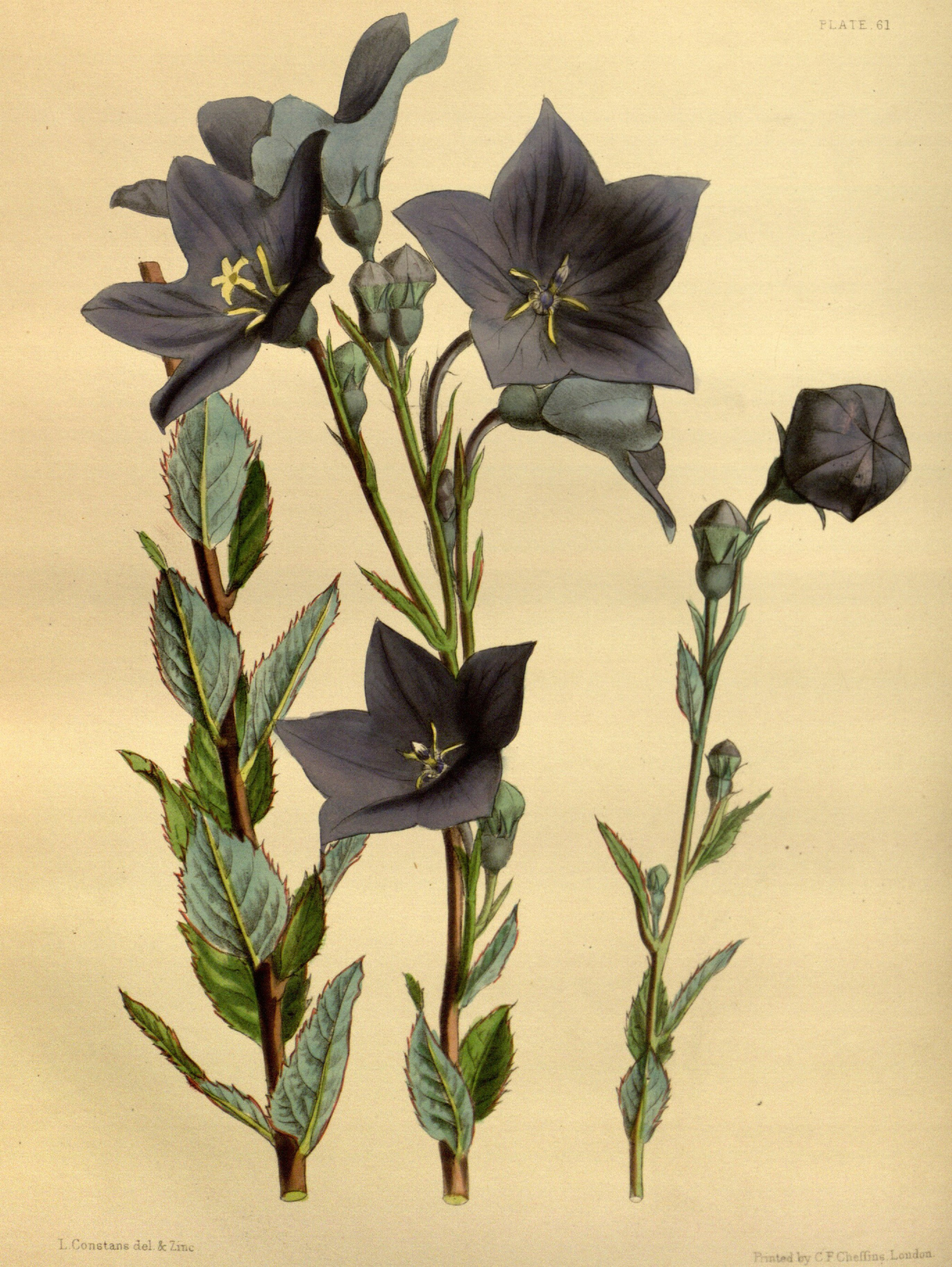
Ilustración

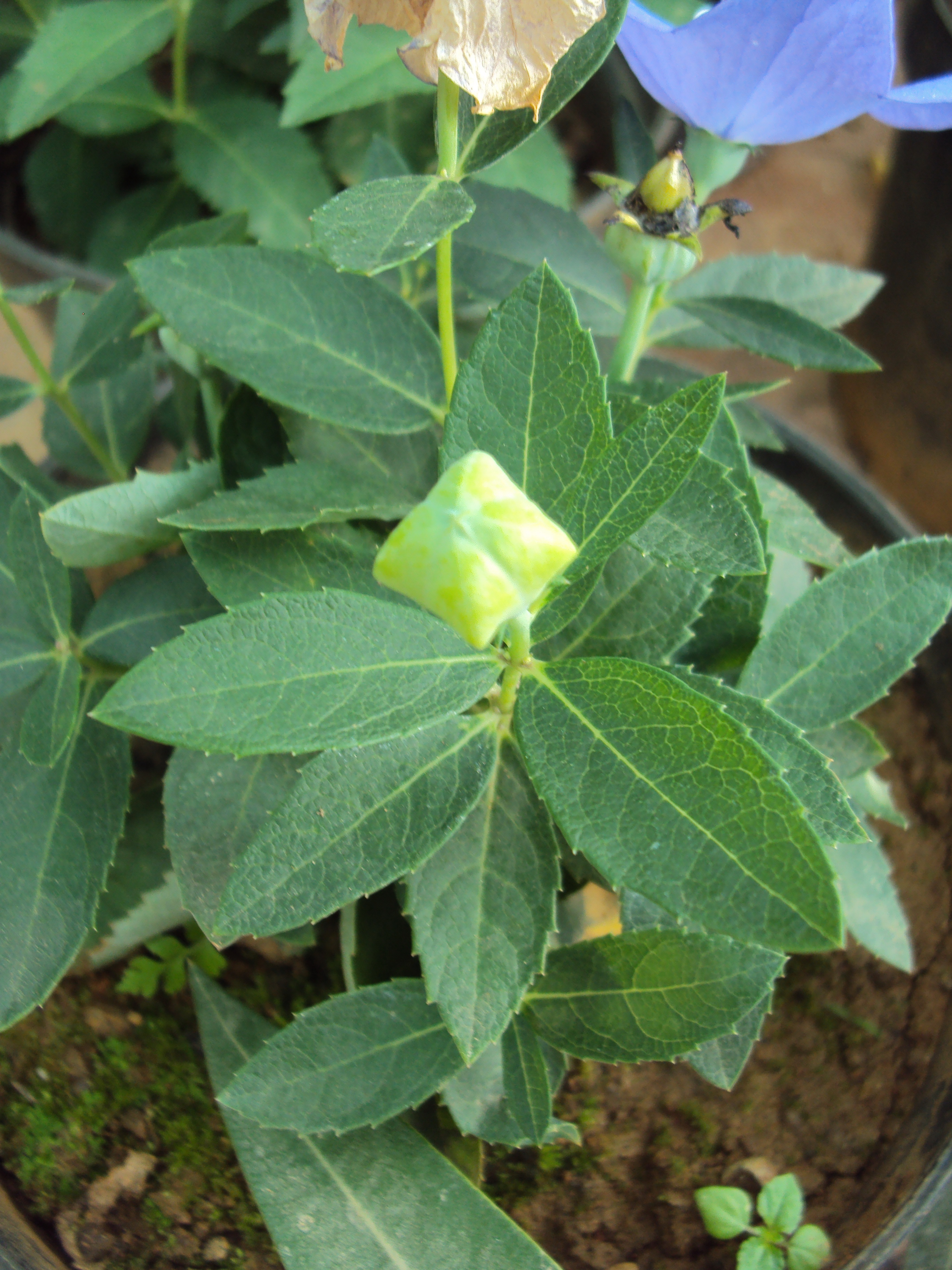
Vista de la planta

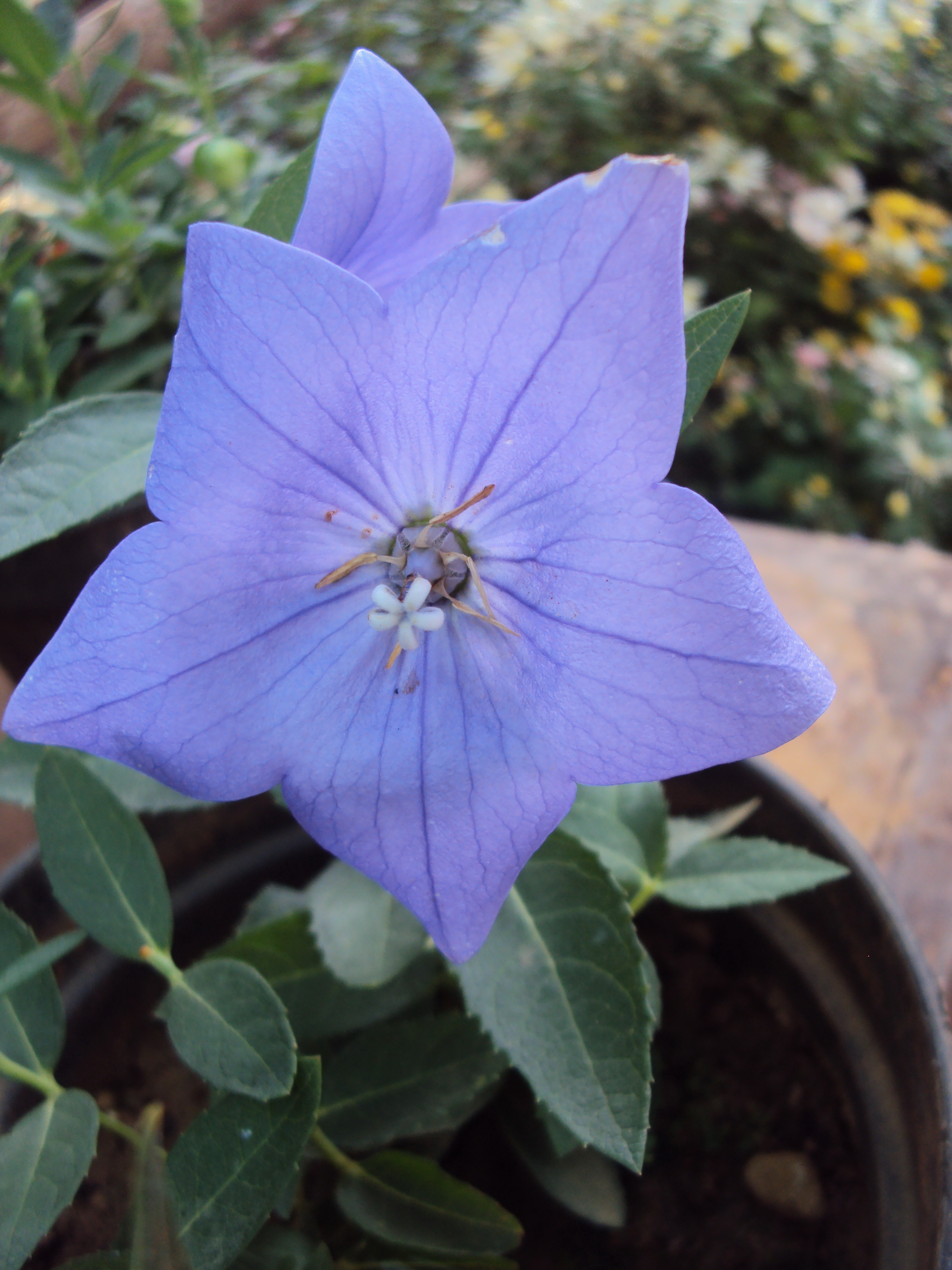
Detalle de la flor

## Descripción
Durante su largo florecimiento, que se prolonga entre finales de primavera hasta el verano (junio-agosto), nos muestra su belleza con sus flores con pétalos 5 cm  muy veteados.
Esta planta debe ser sembrada (con sol o sombra parcial), en un suelo drenado, fresco, muy rico, y calcáreo, en primavera u otoño, y elegir la ubicación, porque no le gusta ser movido. 

## Distribución y hábitat
Es nativa del nordeste de Asia (China, este de Siberia, Corea y  Japón) y tiene enormes flores azules, aunque hay variedades de cultivo que tiene flores blancas y rosas. 

## Propiedades
La raíz de esta especie (radix platycodi) se utiliza intensamente en Asia como antiinflamatorio en el tratamiento de toses y resfriados. En Corea se la conoce como doraji (도라지) y sus raíces, secas o frescas, son ingredientes populares para ensaladas. En China se la conoce como " 桔梗 " y es usado en la medicina tradicional china.
Es popular como planta ornamental en jardines, necesitando pocos cuidados.

## Taxonomía
Platycodon grandiflorus fue descrita por (Jacq.) A.DC. y publicado en Monographie des Campanulées 125. 1830.
Sinonimia
- Campanula glauca - Thunb.
- Campanula grandiflora - Jacq.[3]
- Campanula gentianoides Lam., Encycl. 1: 581 (1785), nom. superfl.
- Platycodon grandiflorus var. glaucus (Thunb.) Siebold & Zucc., Abh. Math. Phys. Cl. Königl. Bayer. Akad. Wiss. 4: 179 (1846).
- Platycodon autumnalis Decne., Rev. Hort., III, 2: 361 (1848).
- Platycodon chinensis Lindl. & Paxton, Paxton's Fl. Gard. 2: 121 (1852).
- Platycodon sinensis Lem., Jard. Fleur. 3: t. 250 (1853).
- Platycodon grandiflorus var. mariesii Lynch, Garden (London) 27: 216 (1885).
- Platycodon mariesii (Lynch) Wittm., Gartenfl. 41: 655 (1892).
- Platycodon mariesii var. albus Wittm., Gartenfl. 41: 655 (1892).
- Platycodon glaucus (Thunb.) Nakai, Bot. Mag. (Tokio) 38: 301 (1924).
- Platycodon glaucus f. albus Makino, J. Jap. Bot. 3: 43 (1926).
- Platycodon glaucus f. bicolor Makino, J. Jap. Bot. 3: 43 (1926).
- Platycodon glaucus var. pentapetalus (Makino) Makino, J. Jap. Bot. 3: 44 (1926).
- Platycodon glaucus f. violaceus Makino, J. Jap. Bot. 3: 44 (1926).
- Platycodon glaucus f. albiflorus Honda, Bot. Mag. (Tokio) 51: 858 (1937).
- Platycodon glaucus f. subasepalus Honda, Bot. Mag. (Tokio) 52: 517 (1938).
- Platycodon glaucus var. monanthus Nakai, J. Jap. Bot. 15: 186 (1939).
- Platycodon glaucus var. subasepalus (Honda) Nakai, J. Jap. Bot. 15: 186 (1939).
- Platycodon glaucus var. planicorollatus Makino, Zissai-Engei 26: 461 (1950).
- Platycodon glaucus var. rugosus Makino, Zissai-Engei 26: 461 (1950).
- Platycodon mariesii f. albonanus H.Hara, Enum. Sperm. Jap. 2: 102 (1952).
- Platycodon mariesii f. striatus (Stubenrauch) H.Hara, Enum. Sperm. Jap. 2: 101 (1952).[1]